# Stokys

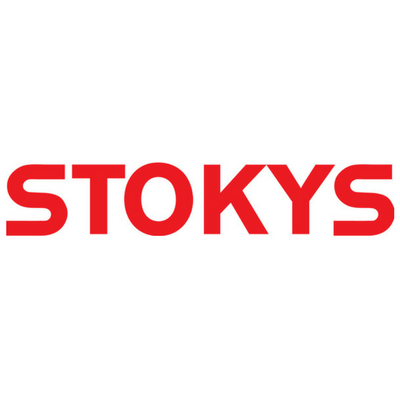
Neues Logo von Stokys 2.0

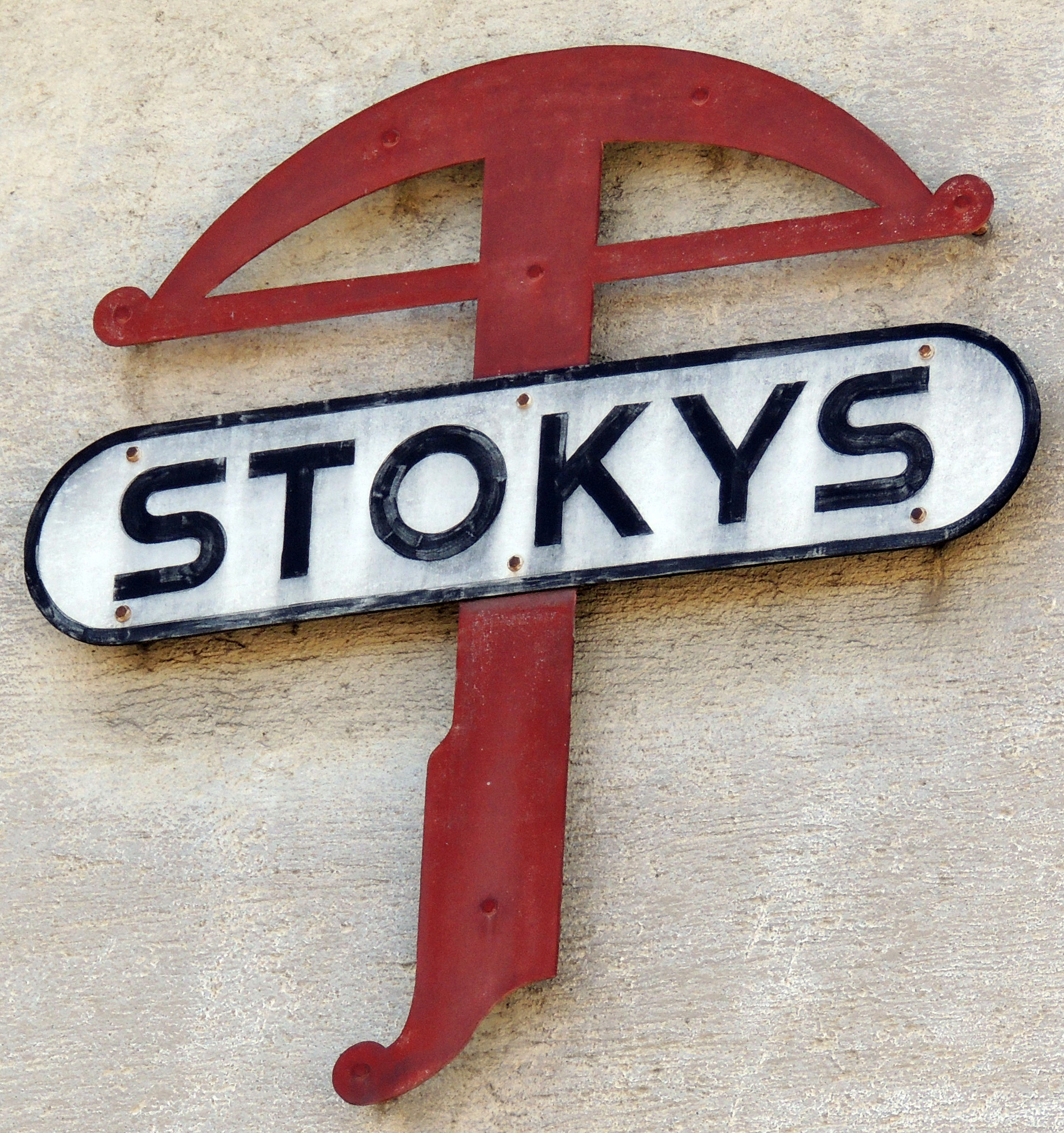
Altes Logo von Stokys am ehemaligen Firmengebäude in Luzern

Stokys ist ein Aluminium-Metallbaukasten-System, das heute von der Stokys Systeme AG in Bauma, Schweiz, hergestellt wird. Ursprünglicher Hersteller war die Firma Gebrüder Stockmann in Luzern. 
Der erste Aluminium-Baukasten kam 1942 auf den Markt. Der Import von Spielwaren war durch den Zweiten Weltkrieg praktisch zum Erliegen gekommen. Die Gründung der Firma Gebrüder Stockmann an der Stadtgrenze von Luzern war deshalb für den Spielwarenhandel in der Schweiz bedeutend. Noch wenige Jahre zuvor beherrschten die Metallbaukästen von Meccano und Märklin den Markt. Während des Krieges waren beide Produkte praktisch nicht mehr erhältlich, obwohl der Metallbaukasten damals eine bedeutende Position im Spielwarenmarkt innehatte. Stokys übernahm deren Lochabstand von 1/2 Zoll, Schraubengröße von 5/32 Zoll und die Zahnräder Modul 0,65.
Nach verschiedenen Eigentümer- und Standortwechseln werden von der Stokys Systeme AG seit 2007 in Bauma Metallbausätze und Produkte nach dem Vorbild der alten Stokys gefertigt und vertrieben. Nebst Baukästen und einigen fertigen Objekten sind alle Einzelteile auch getrennt lieferbar. Zusammen mit der Swissmechanic-Dachorganisation besteht das pädagogische Ziel, Kinder und Jugendliche für Technik und technische Berufe zu begeistern.